# Зурберг
Зурберг (нім. Surberg) — громада в Німеччині, розташована в землі Баварія. Підпорядковується адміністративному округу Верхня Баварія. Входить до складу району Траунштайн.
Площа — 23,74 км2. Населення становить 3413 ос. (станом на 31 грудня 2020).